# Something Heavy Going Down
Something Heavy Going Down is een livealbum van Golden Earring uit december 1984.
Dit concertalbum volgde drie jaar na de voorgaande live-elpee. In die tussentijd waren er twee grote internationale hits (Twilight Zone en When the Lady Smiles) bijgekomen en had de band twee Amerikaanse tournees gedaan. Something Heavy Going Down bevat dan ook buiten de hit Radar Love voornamelijk materiaal van de laatste twee studio-elpees Cut en N.E.W.S. De band is muzikaal duidelijk beïnvloed door allerlei elektronica die halverwege de jaren tachtig in de mode was. In tegenstelling tot de andere live-uitgaven van de band flopte Something Heavy Going Down in de hitlijsten. De gelijknamige single werd een kleine hit.

## Nummers
1. Long Blond Animal (6.24)
2. Twilight Zone (9.35)
3. When the Lady Smiles (6.52)
4. Future (7.01)
5. Something Heavy Going Down (4.40*)
6. Enough Is Enough (4.11)
7. Mission Impossible (8.49)
8. Radar Love (9.35)
9. Clear Night Moonlight (6.44)

* alle tracks zijn liveversies, behalve Something Heavy Going Down
Discografie